# Parco nazionale della Guadalupa
Il parco nazionale della Guadalupa è un parco nazionale dell'isola di Guadalupa, nelle Antille, dipartimento d'oltremare della Francia.
Il parco fu fondato nel 1989 e ha una superficie di 17.300 ettari.
Nell'area del parco è presente il complesso vulcanico attivo La Grande Soufrière.